# Vivaron
Vivaron — рід псевдозухій, відомий з пізнього тріасу (середнього норіану) формації Чінле в Нью-Мексико. Це другий рауісухід, відомий на південному заході Сполучених Штатів, і він підкреслює широкий біогеографічний діапазон подібних таксонів рауісухідів, які жили протягом пізнього тріасу в Пангеї, попри різноманітні фауністичні угруповання на різних широтах.
Віварон відомий лише з трьох щелепних кісток, відповідних фрагментів черепа та згаданих кісток стегна. Порівняння зі спорідненими таксонами дозволяє оцінити довжину як 3.7–5,5 м, подібну за розміром і зовнішнім виглядом до інших рауїсухідів.